# Mas del Miarnau
El mas del Miarnau, a Reus, és una residència senyorial, la que està situada més al nord de les cinc que es van edificar a la Munta i Baixa (actualment la zona de la plaça de Pompeu Fabra), on es concentraven diversos masos, dels quals han sobreviscut els de Miarnau, Llevat i Sabater. És a la vora esquerra del barranc dels Cinc Ponts, ara urbanitzat, entre la via del tren a Barcelona i l'espai per on passava la via de Lleida, al nord del mas de Sabater.

## Descripció i història
El mas és una construcció de l'any 1908, i no es coneix el nom de l'arquitecte. Josep Miarnau Navàs (Llardecans 1872 - Reus 1934), contractista d'obres especialitzat en infraestructures ferroviàries i veí de Reus, vinculat a la ciutat (l'any 1919 era accionista del Banc de Reus), va fer construir aquest mas i li va posar el nom de la seva dona, Dolors Ciurana Solé (1872-1972) «Villa Dolores». És un edifici de planta baixa i un pis, amb obertures simètriques a les dues plantes, una balustrada que rodeja el terrat i balcons amb baranes de ferro forjat. Les parets són de colors ocres.
L'any 2002, per iniciativa de l'Ajuntament de Reus, l'arquitecte Gabriel Bosques va iniciar la rehabilitació de l'edifici, ja de propietat municipal, que es trobava en un estat molt precari. La rehabilitació va finalitzar el 2005, amb la intenció de cedir-lo a la Universitat Rovira i Virgili. Es va buidar tot l'interior però es van conservar les façanes i es va aixecar un pis superior. Les tres plantes permeten separar els usos docents, els administratius i la sala polivalent. Ara és el Centre de Formació permanent de la Universitat.
El mas està protegit de la via del tren per un conjunt de cedres centenaris, la porta principal és al carrer de l’Antic Pas del Ferrocarril, que també dóna accés al jardí públic on abans hi havia els horts, el parc del mas del Miarnau, de 12.000 m2, que envolta l'edifici.